# بيكروميريت
بيكروميريت هو معدن من معادن الكبريتات وصيغته K2Mg(SO4)2·6H2O ويمكن وصفه كيميائياً أنه كبريتات المغنيسيوم والبوتاسيوم.
تتبع بلورات هذا المعدن النظام البلوري أحادي الميل.
تشتق تسمية هذا المعدن من الإغريقية πικρός (بيكروس) بمعنى مر، وμέρος بمعنى جزء، إشارة إلى طعمه المر.